# 999号
- 銀河鉄道999 > 銀河鉄道株式会社 > 999号
- 銀河鉄道物語 > 銀河鉄道株式会社 > 999号

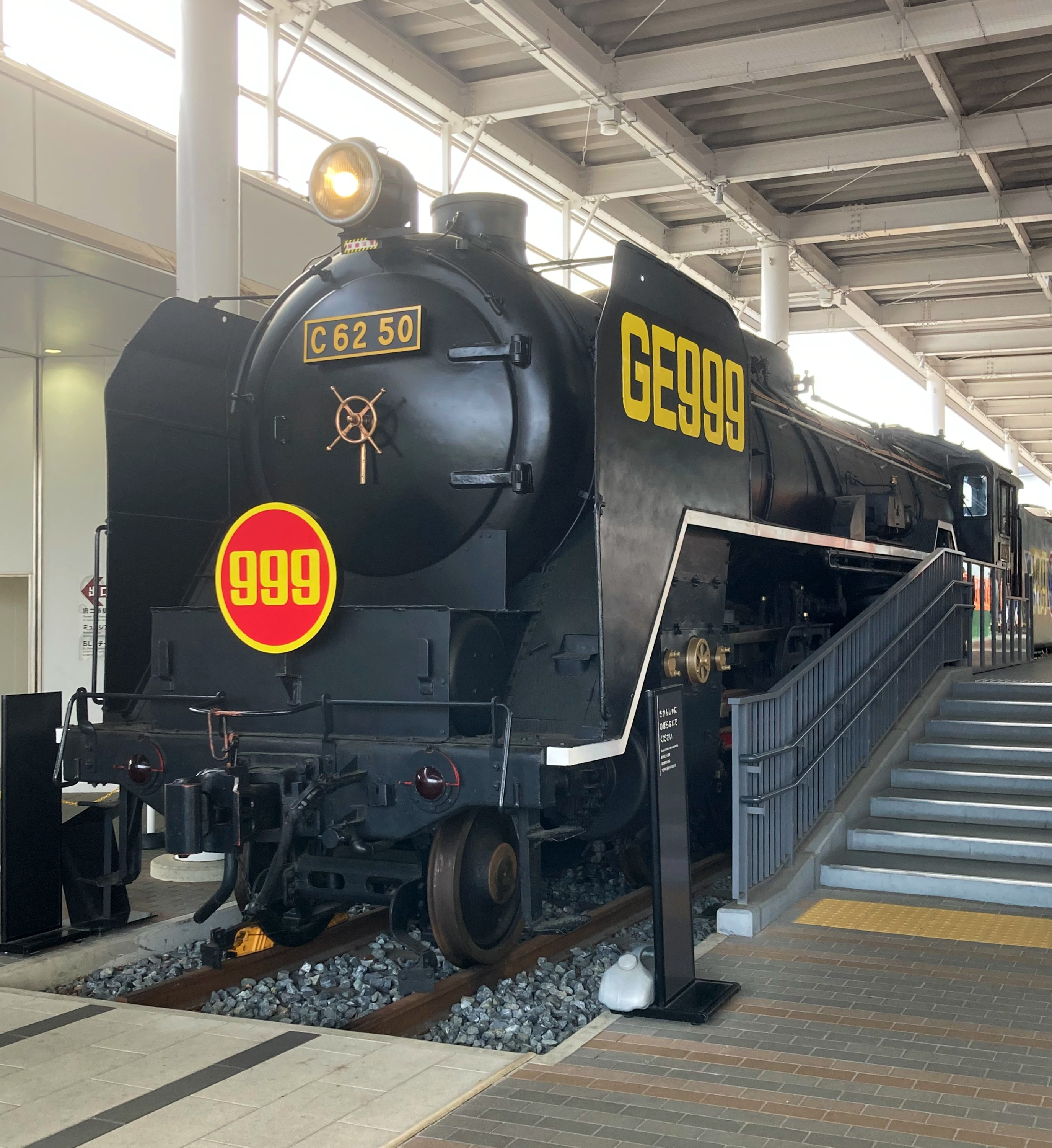
京都鉄道博物館の特別企画「銀河鉄道999展」に合わせてTV版999号の装飾を施したC62形26号機

999号（スリーナインごう）は、『銀河鉄道999』『銀河鉄道物語』に登場する架空の列車。また『銀河鉄道999』に登場するメカ（車両）についても同様に解説する。

## 車両解説
999号は、銀河鉄道株式会社の運行列車の中では最速の特急列車（銀河超特急）として設定される。999号を牽引する動力車はC62形蒸気機関車と同じ外見をしている。客車はスハ43形、またはオハ61形、また原作やTVアニメ版の一部ではモハ51系電車を模している。客車の数は不定だが、概ね9両から15両で構成される。(但し､原作エターナル編では20両以上連結してるものが存在する。)原作の後半と劇場版では最後尾に展望車が連結されている。TV版では車種を問わず最後尾まで同じ外観の車両が使用されている。連結器も自動連結器の様な物を使用しているが、他にも「吸着連結器」と言う連結方法が存在する。また作品中では999号はしばしば外部の攻撃を受け、損傷した車両をその場で切り捨てたりしているが、物語が進むにつれ編成がだんだん短くなっていくということはない。
銀河鉄道シリーズに登場する999号以外の列車の多くがモダンや超次元、未来系の形をしているのに対し、この列車だけが旧式の蒸気機関車列車を模倣している理由について、メーテルは「二度と帰らないお客のためには、こんな演出も必要」と説明している。また、999の停車駅で昭和30年代の日本の町並みがそのまま残っているような星では銀河鉄道の存在が公にされていない場合があり、そうした星ではまだ蒸気機関車が現役であることから999はその外見をカモフラージュとして利用している。999をはじめとする銀河鉄道の車両は、停車駅である惑星の上空を走行しているところを地上から見上げると、アニメでは空中を光の帯となって飛び去っていくように見える場面が随所に見られる。
機関車は機関士や機関助士の乗務を必要とせず、機関車自身に組み込まれた人工頭脳が各種の判断を行い、走行する。また蒸気機関車のボイラー内部に当たる部分に各種の機械設備が内蔵されており、内壁は“零士メーター”とレバー類で埋め尽くされている。よって稼働中は（メーター内照で）非常に明るく、逆に停止中は真っ暗となる。焚口戸にあたる部分から中へ入ることが可能。乗客はパスを持っていれば自由に入ることができる。人工頭脳により乗客や車掌、銀河鉄道の指令とも会話可能なほか、メーテルらには「機関車さん」と呼ばれることもある。緊急時には、石炭をボイラールーム（同「知力燃料室」）にくべて機関を発動させる事も可能で、このときは車掌と鉄郎が協力して手動運転する。
客車にも宇宙空間での増解結に備えて自走能力が備わっているが、あくまで補助用のもので基本的には動力集中方式である。

### 牽引機関車
牽引機はC62形蒸気機関車がモチーフとなっている。プレートには原作版や劇場版では48号機、TV版は50号機と描写される。また、エターナル編では多数のコンバージョンがつかず離れず併走しており、緊急時には複数の機関車が合体して出力を上げることがある。
人工知能には外宇宙の遺跡から発見された技術が採用されている。この人工知能は「銀河鉄道の規則に則り、正確に999号を運行するために存在する」とされているが、その割には鉄郎に対し咄嗟に嘘をつく（『C62の反乱』）、車掌と喧嘩した挙句すねて乱暴な牽引になる（『心やさしき花の都』）、自分の行動に後から疑問を抱き車掌に諭される（『ヤーヤボールの小さな世界』）など、感情的になる姿がしばしば見られる。TVアニメでは鉄郎の知人を助ける為に空中戦に介入したこともある（『キリマンジャロの鳥人』）。またプライドが高く、銀河鉄道で最も速いことを誇りとしており、劇場版2作目で幽霊列車（原作では機械超特急）に初めて進路を譲らされた際には、大きなショックを受けていた。
声優はTVアニメ版・山田俊司→戸谷公次、劇場版第2作『さよなら銀河鉄道999』・柴田秀勝、劇場版第3作『エターナル・ファンタジー』・山寺宏一。
原作エターナル編をベースとした作品では、機関車の実体部品として女性型アバターの電子妖精カノンがボイラー内部に乗務している。声優は劇場版第3作『エターナル・ファンジー』・戸田恵子。

## 劇場版での設定
999号は超近代化宇宙列車であり、耐エネルギー無限電磁バリヤーによって防御されている。外観は乗客の心が休まるように前近代的なC62形蒸気機関車と旧式の客車に仕立てられているが、その内部は人類の技術を超越した超近代的なメカニズムが組み込まれている。機関車全長は、炭水車を含めて20.55m（連結器を含まず）。全高3.98m。重量210トン。動力は三連流体動力機関で超次元機関ボイラーを搭載する。出力は220万コスモ馬力。時速3000宇宙キロ。
メカニズムは、外宇宙の滅亡した科学惑星の遺跡や異星人から入手した資料を基に設計された。機関部は「コンピューターの頭脳を持つ思考のできる機械」であり、自分自身で判断しながら定められた軌道とタイムスケジュールに従って安全に列車を牽引する。また、非常時には機関部によるオートコントロールから手動式に切り換えることも可能で、この場合は車掌が運転室の運転台に座って蒸気機関車と同じ要領で運転する。
機関車内の先頭部には「知力燃焼室」があり、999号コンピューターの演算部に相当する。超高速度計算で発熱するため、冷却システムが組み込まれている。「知力燃焼室」は遠くからは白く光ってみえるが、近づくと冷却システムの放熱板により赤く光って見える。「知力燃焼室」の最奥中央部には機関車内（総合コンピューター室内）を見渡すためのコンピュータ・アイ（カメラ・アイ）があり、乗客を視認可能である。
機関車内の大部分を占めるのが「総合コンピューター室」で、999号コンピューターのメインユニットに当たり、壁中に無数のアナログメーター類やレバーが並ぶ。軌道計算からシステム消費まですべてのシステムを統括している。
機関室後部の床がスライドすると「動力炉」が現れる。普段は全自動だが、非常時に人力運転する場合、エネルギー鉱石はバイパス回路を通らずに動力炉内部の左右の排出口から吐き出される。このエネルギー鉱石をスコップで掬い、動力炉の前面（及び後面）にあるエネルギー交換装置（燃焼室）に投げ入れて燃焼させることで動力を得る。
三対ある動輪のうち、最前部が「第一流体動力機関」、中央が「第二流体動力機関」、後部が「第三流体動力機関」で、連結棒で連結されているので「三連流体動力機関」と呼ぶ。999号の走行用動力機関である。これらを稼働させるための「流体エネルギー加圧室」（シリンダー）、車体最前部の「流体エネルギータンク」、「流体エネルギー電磁バルブ」「副加圧室」「調圧器」があるほか、「第二流体動力機関」の左右にタンク状のエネルギーコンデンサーが設置されている。また、先輪には「軌道センサーユニット」が、動力炉下部に位置する従輪には「主発電ユニット」が設置されている。
蒸気機関車の煙突に相当する箇所は「排気エネルギーブラストノズル」で、その後方のキセ（蒸気機関車で蒸気溜まりと砂箱を覆うカバーを指す）内には軌道コンパス2基とコスモレーダーが設置されている。
炭水車の内部は副コンピューター室となっており、999号コンピューターのデータバンクであり、通常軌道計算のみを行っている。内部には重水素タンクが、上部にはエネルギー鉱石（宇宙石炭）が積載されており、自動給炭装置で機関車に燃料を供給する。また、機関車へ通り抜けるための貫通扉と貫通通路が設けられており、通路内には前方から「車内データスクリーン」「軌道データスクリーン」「位置データスクリーン」「エネルギーデータスクリーン」（2面）が設置されている。
炭水車の台車は「第一電磁動力機関」「第二電磁動力機関」となっており、通常はこの部分で直接発電を行っているが、非常時の場合（機関車の流体動力機関が使えない場合など）、この動力機関だけである程度の走行が可能である。また、台車間にはコンピューター用の超安定化電源回路が設置されている。
列車編成は、超近代化された機関車を先頭に、十数両の客車（一等と二等）、寝台車、食堂車、娯楽車、医療車、車掌室、図書室からなるが、時には客車や装甲車などを増結したり切り離したりするため、車両数は一定していない。劇場版第2作では浴室付きの客車も描かれている。

## 運行
1年に1往復されており（『銀河鉄道大時刻表』では4年に1度）、地球 - アンドロメダ間を結ぶ列車の最上位に位置づけられている。終着駅の駅名は原作・劇場版2作目では「惑星大アンドロメダ」、TV版では「惑星プロメシューム」、劇場版1作目では「惑星メーテル」である。往復列車であり、時刻表にもそのように案内されているが、上り列車（アンドロメダ発）は実際には旅客の取り扱いを行っておらず、回送となっている。ただし、メーテルだけは特例で乗車しているほか、作中での終着駅崩壊後の上り列車では鉄郎や避難する他の乗客も乗車できた。エターナル編では終着駅の消滅ということもあり、地球 - エターナル間に変更されている。途中で地球も破壊されてしまうが、廃止の手続きは取られておらず実質の運行区間は大テクノロジア - エターナル間に短縮、休止扱いとされている様子。
エターナル編の第一話冒頭にて、車掌がメーテルに「なぜ行き先を変更して地球に降りるのか」と質問したことから、その運行にはある程度メーテルの意思が反映されているようである。
劇場版旧2作品をベースとする作品では第1作での惑星メーテル消滅以降は定期列車としては運用されておらず、銀河鉄道の実権が機械帝国に握られていた期間は黒騎士ファウスト、機械帝国崩壊後は銀河鉄道管理局の総司令であるレイラ・ディスティニー・シュラの意向で、それぞれ独自の経路を設定して運行されている。

## 車両等級・サービス

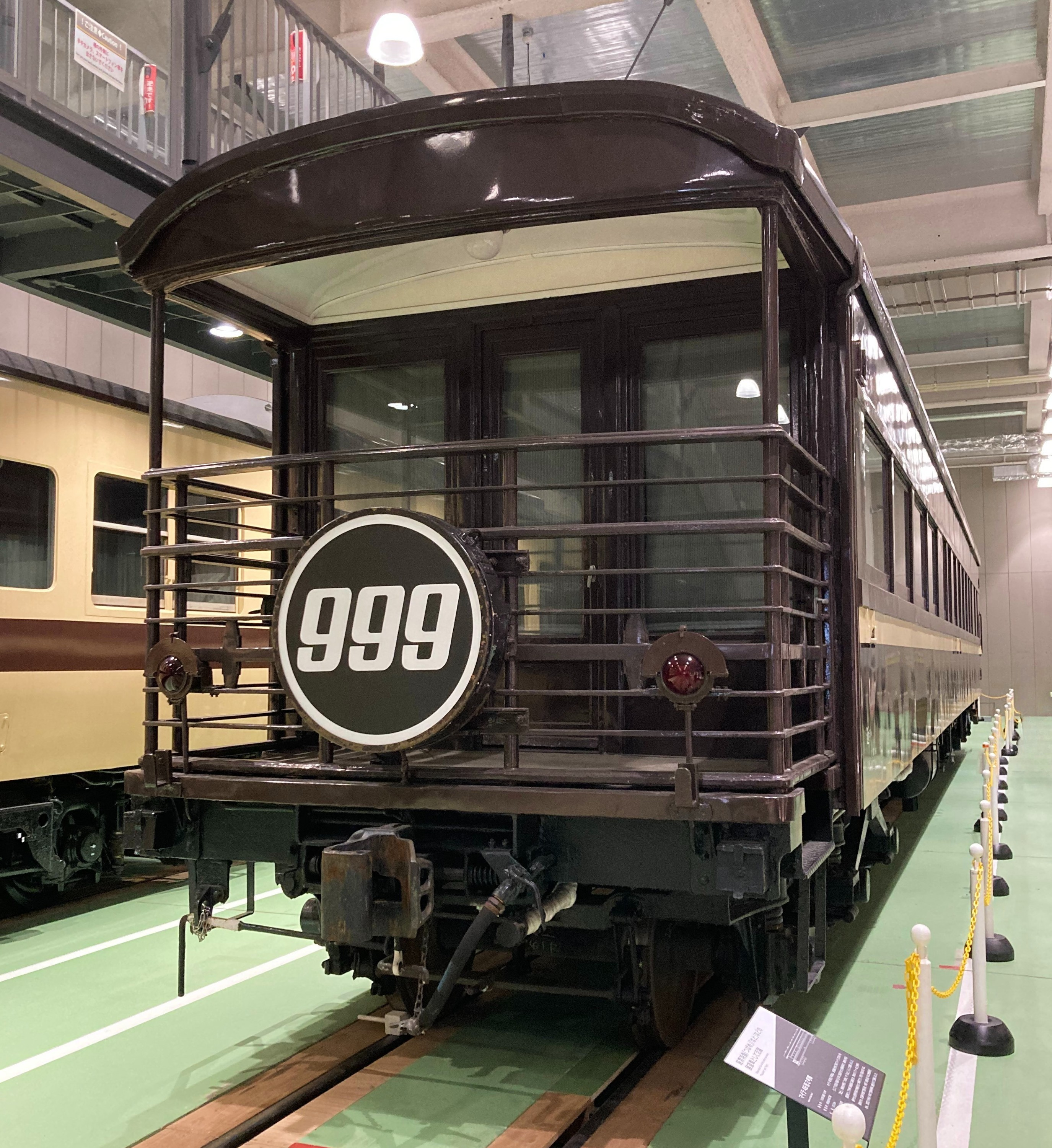
京都鉄道博物館の特別企画「銀河鉄道999展」に合わせて劇場版999号の装飾を施したマイテ49形展望車

松本作品においては、発表時期により解釈・設定が変更されているところもあるので､注意を要する。
特等車
原作でデンドロビュウム兄弟が乗っていた個室車。1等車の個室車とどう違うかは不明。
展望車（1等車）
最後尾に連結されており、原作の後半と劇場版で登場している。基本的に展望車は1等車であるとされるが、公式設定上では単に『展望車』とされており、『1等展望車』とは記述されない。展望車のモデルは、特急「つばめ」「はと」に使用されたマイテ49形展望車、マイテ58形展望車と言われており、マイクロエースから発売されたNゲージ銀河鉄道999セットではマイテ58形が同封されている。また、台車は劇場版及び原作アンドロメダ編ではTR47形台車様のウィングバネ式2軸台車が描かれているが、このような形式は存在しない。原作エターナル編ではマイテ49・マイテ58が装備していたTR73形様の3軸台車となっている。
なお、劇場版で連結されている展望車は2作目の『さよなら銀河鉄道999』で戦闘衛星に撃墜され、サイレンの魔女に吸い込まれている。3作目の『エターナル・ファンタジー』ではメタノイドの自爆行為によって展望車を含め、後部車両の数両が破壊された。
またこの車両とは別に、2階建て中間車両として展望車が設定されたことがある（「パノラマ車」とも呼ばれたが、劇中には登場しない）。
1等車（2等車・グリーン車）
座席車と個室車が存在。
リクライニングシート装備車両は内装はより新世代の車両を模している。モデルは、特急「つばめ」「はと」に使用された二等車スロ60形と言われている（実車もリクライニングシートを備えていた）が、劇場版第1作で描かれた車内は、樹脂製もしくはアルミデコラの化粧板による近代的な内装に蛍光灯照明で空調ダクトが配置されており、サロ481形もしくはサロ183形を連想させるものであった。
ただし、この車両を（3等級制での）2等車あるいは（モノクラス制での）グリーン車と称する場合もある。
同じく劇場版第1作で、個室車の存在が描かれている。ただし、等級については明記されていない。
原作1巻第5話「大盗賊アンタレス」では、一等車の車内が描かれているが、この時の一等車は二等車と同じくボックスシートになっている。アンタレスに銃で撃たれた乗客が鉄郎たちに助けを求めて来たときに、メーテルが「一等車の……グリーン車のお客さんだわ」と言ったり、TV版第42話ではフィメールが車掌から食事のサービスを受けているシーンがある。また『銀河鉄道大時刻表』では、列車編成には1等車と記載されているが、時刻表にはグリーン車のマークが付けられている。
2等車（3等車・普通車）
4人掛けボックスシート。鉄郎とメーテルが乗車している車両。原作第1巻第1話「出発のバラード」では、鉄郎が自分が座ることになる車内に入る際の扉には「二等」と書かれている。またCR銀河鉄道999で車中の背景のときに「二等客室」とテロップが入る。
PS用ゲーム『松本零士999 〜Story of Galaxy Express 999〜』において、4人掛けボックスシートを3等車と称すシーンがある。
寝台車
連結しているとのことだが実際に描かれたことは原作では1回もなく、鉄郎やメーテルは2等車の座席で毛布に包まって寝ている。前記した座席車とは違い、1・2・3等（またはA・B）寝台のような区分はない。また、眠そうにしている鉄郎に対しメーテルが「寝台車へ行きましょうか？」と配慮するシーンがあったが鉄郎は寝台車へは行かなかった。TV版第27話「雪の都の鬼子母神」では、鉄郎が救出された後、寝台車のベッドと思しき場所で目を覚ますシーンがある。
漫画版『銀河鉄道999 ANOTHER STORY アルティメットジャーニー』では鉄郎が寝台車のベッドで寝ているシーンが何度か描かれている。形式は個室ではなくカーテン仕切りのB寝台である。
食堂車
食堂の座席は固定式ボックスシートである。8時から営業している。鉄郎たちがよく食べているのはビフテキやラーメン。さまざまな元素から、食物、食事のメニューを再現する調理器が搭載されている。なお床下には、軌道保持装置が搭載されている
作中の外見は通常の客車と変わらず、普通存在しない客用乗降扉もついている。マイクロエースのセットではマシ49形、2008年のTV版セットではスシ47形といった3軸台車の実在形式モデルになっている。
調理は調理器に転送されてくる資源から分子レベルで料理を再現する。鉄郎はこれを「結局合成か」と言っていたが、車掌曰く「合成なんて生易しいものではなく、完全に本物を再現することができる」とのこと。
本来ウェイトレスが乗務しているが、原作及びTV版では初期にクレアが殉職して以来、ほとんどの期間食堂車専従要員は乗務していない。食堂車に来客があると機関車が車掌を呼び出して接客を指示していることから、車掌が代行していると思われる。劇場版ではクレアが死亡するのは第1作終盤である。また第2作ではメタルメナが既に着任している。
食事が別料金なのかサービスなのかははっきりしておらず、お金を支払う描写自体はいずれの作品にも登場しないが、原作で描かれた食堂車のメニューには金額が書かれており、劇場版1作目では食事が終わるとメーテルが「お金を払っていくから」と言う描写がある。
図書館車（車内図書館）
原作第2巻で鉄郎が車内図書館から「古代の新聞」を借りて読む場面がある。またTV版第46話「エルアラメインの歌声」の序盤では図書館車を中心に描写しており、この時は同じ車両内に本棚とボックスシートの閲覧席がレイアウトされていた。この他「C62の反乱」（原作8巻第3話、TV版第69話）では、鉄郎たちが図書館車の本を並べてドミノ倒しをやっていた。ただし図書館車自体が実際に描かれたことは原作では1回もない。TVアニメでは第100話「ルーズゾーンの怪物」でも登場している。
救護室
急病人やケガ人を看護する部屋。TV版に何度か登場している。『さよなら銀河鉄道999』でもメタルメナが気を失ったメーテルの身体を手に入れる際に救護室に運び込んでいる。インテリアは学校の保健室のようなものから医療メカに囲まれたものまでエピソードによって異なる。
浴室（バスルーム）
『さよなら銀河鉄道999』で鉄郎が使用したのは金属製・電動カーテン付きのユニットバスだったが、原作エターナル編でメーテルと鉄郎が入浴したのはタイル張りの普通の浴室となっている。
ランドリー
「蛍の街」（TV版第16話）でメーテルが「服は列車の中の自動洗濯機で洗った」と言うシーンがある。また『さよなら銀河鉄道999』でも車掌が鉄郎の汚れた服を洗濯すると言っている。ランドリー自体が描かれたことはない。
装甲車（戦闘車）
「超時間重力砲」あるいは「ブラックホール・キャノン」なる三連装の砲塔を搭載した戦闘用車両。常時連結ではなく、宇宙海賊の出没が予想される宙域で増結される。TV版では砲塔は車体の上下左右に1基ずつ計4基実装されており、台車は付いていない（ただし、玩具等では下部が通常の台車になっており砲塔が車体の上と左右に1基ずつ計3基のものが設定されている）。999号には不似合いな未来的な外見をしており、独立した人工頭脳が搭載された、いわばロボットである。「海賊船クィーン・エメラルダス」（TV版第22話）及びTVスペシャル「永遠の旅人エメラルダス」でのクイーン・エメラルダス号による999号襲撃時に999号の2号車と3号車の間に増結されてエメラルダス号を迎撃するも上下の砲塔を破壊されて、最終的には999号が不時着した惑星「ジュエル」に放棄された。「卑怯者の長老帝国」（TV版第38話）では999号が襲撃された時に、これを連ねた装甲列車が救出に向かうも、惑星から放たれたビームにより破壊され、ついに「無軌道型強行突破用装甲車」が派遣されて帝国を破壊した。車掌曰く「当たったら大変なモノ」と解説していたが、結局作中で役に立ったシーンは一度もない。
999自体は列車全体が無限電磁バリヤーで守られていて、ある程度の攻撃は防ぐことができる。
コンテナ車、郵便車
『銀河鉄道大時刻表』に車両外観のみ描かれている。

## モデルとなった車両
牽引する機関車はC62形である。同形式は実際に特急に用いられた日本国有鉄道最大の蒸気機関車であり、49両がD52形のボイラーを流用して製造された。また、作者が晩年の山陽本線、常磐線でのシーンが情緒的という思い出も深くあることから、このC62が選ばれた。車号に関しては、漫画原作では実在した48号機とされた。そのプレートを原作者松本零士がコレクションとして所有していたためである。汽笛の音も、日本の蒸気機関車らしい音色で設定されている。なお、この48号機は現役当時は常磐線にて平機関区に配置され、日本における蒸気機関車最後の定期特急仕業となるブルートレイン「ゆうづる」牽引の栄誉を授かった1機だった。
TVアニメシリーズでは実車の最終番号（49号機）に続く架空の50号機とされており、OPでは毎回汽笛と共にヘッドライトを灯す際に「C62 50」というナンバーが堂々と映るシーンから始まる。
劇場版製作では国鉄（当時）とのタイアップも成立し、上野駅 - 烏山駅間に臨時列車として999号（EF65形1000番台牽引による12系客車（どちらも車体裾に「999」のロゴ入り））が走ったこともあって、ミステリー列車的な999号にふさわしい番号を、ということで4に関連する組み合わせの48号機に戻された。またTVスペシャル3作品のOPの前半にはSLやまぐち号を牽引する蒸気機関車C57 1の映像にアニメ版の999号のマークを合成したものが使用されている。
原作版、TVアニメ版、劇場版それぞれのC62形は全て微妙に異なっている。
原作版
ナンバーは「C62 48」、デフレクター（除煙板）に999の文字がある。炭水車は船底テンダー。形態は鉄道模型メーカーであるカツミから当時販売されていた廉価版模型である『ダイヤモンドシリーズC62』に酷似している。1999年に品川で行われたイベント『アニメドリームトレイン1999』では、松本零士所有物として客車の模型とともに展示されていた。
TVアニメ版
ナンバーは「C62 50」、正面のナンバープレートが黄色地に黒文字で、商品化された際に最も再現されにくい。デフレクターに黄色いGE999（Galaxy Express 999の略）の文字と、ヘッドマークが赤地に黄色の角ばった999の文字、炭水車にオリジナルのマーク（ゾロ目の優等列車がつける共通のもの）がある。
劇場版
ナンバーは「C62 48」、ヘッドマークが黒地に白（銀）の角の丸い999の文字。デフレクター・炭水車に特段のマーキングは施されていない。
第1作ではボイラ位置がやや低く煙突が長く描かれている。これらの特徴は当時中・大型旅客機で唯一の稼働機であり、スタッフが実車を参考にしたというC57形のものである。
第2作では砂撒管が三本から二本へと減らされてしまっている（砂捲管が二本のC62は現実には存在しない）。一方、シリンダー排気が右側（正面から見て左側）の方が多い。これはD51形以降の本省式（密閉式）給水温メ器を搭載した日本国鉄型蒸気機関車に共通の特徴である。
銀河鉄道物語版
ナンバーは「C62 48」、ヘッドマークは黒地に白だが、999の文字は細めになっている。また原作版同様デフレクターに999の文字がある（過去の映像では赤いヘッドマークをしていたシーンがあり、インターネットアニメ版に近い）。

### 動輪の動き方
アニメでは999号が実際に動輪を動かすため、その動きにも作品ごとに特徴がある。
1. TVアニメ版では空転はせず、ドレン排出（シリンダー内に溜まった水および低温低圧の蒸気を捨てる）の後にゆっくりと起動する。ただし、末期などには下記2.のような描写が急発進のシーンなどで描かれることがあった[20]。
2. 劇場版第1作・第2作では、同様にドレン排出後に起動した後、一度空転して再粘着（出力を絞って空転を止めること）させる。
3. 劇場版第3作および『銀河鉄道物語』ではいきなり空転し、そのまま引き出しを行いながら再粘着させる。劇場版はCG処理で描かれた。

実際のC62の動きとして正しいのは1.と思われる。C62は動力逆転器（加減リンクと向心棒を動かす為に逆転機ハンドルが逆転棒の先で圧縮空気で作動するアクチュエータと繋がっており、逆転機ハンドルでそれを制御することにより釣りリンク腕と釣りリンクを経由して向心棒を動かし加減リンクも動かす）を装備しているため、乗員は比較的楽に出力を制御できたからである。ただし毎週放映のテレビアニメという性質上、実際の映像はセル画枚数の抑制もあり、必ずしも上出来とはいえない。2.はC58形等の中型機で起こしやすい現象だったが、C62でも全く起きなかったとは言えないため、おかしくはない。また、劇場版ということで描写を細かく行っており、クオリティはもっとも高いと言えよう。3.は、缶圧（蒸気、ひいては水と燃料）の無駄である上、動輪を傷める原因になるため絶対にやらない。
1.および2.の描写は、TVアニメ版および劇場版第1作・第2作の製作スタッフがかなりの年齢になるまで、現役で稼動している蒸気機関車を見て育っている世代であり、中型 - 大型の蒸気機関車の動きを知っていたからで、アニメ製作に当たっては製作スタッフが実際に梅小路蒸気機関車館（現・京都鉄道博物館）に動態保存されているC62 2号機（通称「スワロー・エンゼル」）を取材したと言われる。それに対し3.の描写は、近年の作品のスタッフはほとんどが蒸気機関車を知らないか、知っていても小学校低学年程度までという世代であり、大型蒸気機関車の動きを知らなかったためだと考えられる。
だが、999号はメーテル曰くあくまでも「演出」としてC62形蒸気機関車の形状を模したものであり、実際には「高度な科学技術で作られた最新鋭の超近代化宇宙列車」なのであるから、必ずしも本物のC62と同様に動く必要はないともいえる。とはいえ停車駅の構内では通常の駅同様に線路があり、緊急時など垂直に離着陸する場合を除き惑星内の軌道への進入時には動輪を使用している。宇宙空間の空間軌道上でも基本的に走行中は動輪も駆動しており、また空転で引き出しが出来ない描写もあった。TV版および劇場版第2作では急減速時に車輪から火花が散っている。原作ではトラブルに見舞われたとき、「シリンダーが動かない」「ピストンが動かせない」と機関車が悲鳴を上げる場面もあった。

## 補足
- 最終回のページに描かれている、999号の展望車のプレートの数字が「999」から「1000」になっている。『999』の連載中から『1000年女王』も執筆することとなり、その他にも連載を掛け持ちしていた原作者の松本によると、これは「『999』の連載が終わったので、これからは『新竹取物語 1000年女王』に専念する」との意気込みとのことである[22]。しかし結局、少年画報社の強い要請により『漂流幹線000』を執筆することになった。なお漫画作品の『銀河鉄道物語』では「銀河鉄道1000（ミレニアム）」が別列車として存在し999号と併走するシーンが登場する。
- 『メーテルレジェンド』では、1000年周期の軌道から離れる前のラーメタルにも999号が停車していたとプロメシュームの弁で語られ、メーテルとエメラルダスは999号でラーメタルから脱出する。
- 2000年に鉄道模型メーカーのマイクロエースから、Nゲージ銀河鉄道999セットが劇場版・TV版の2種発売された。劇場版とTV版の違いは、C62のナンバー（ただし、ナンバープレートは50号機もTVアニメ作中のものではなく、国鉄様式のエッチングプレートを再現したものである）、ヘッドマークのカラーリング、デフレクター及びテンダー側面のマークの有無、客車の色合いである。999の玩具は多種あるが、多くは児童向け玩具であり、鉄道車両としてのディテールを持ったものはこれが初めてだった。車両の造型自体はマイクロエースの既製品であるが、専用モデルとして装甲車と、メガロポリス中央ステーション仕様のカタパルトレールが付属している。装甲車は下面の砲塔がついているが、ディスプレイ用で、走行させる場合は下面の砲塔を取り外して別に付属している台車に交換する必要があった。
2008年に同社のC62形がディテールアップした新モデルとなったことから、これを同封した新セットが新たに発売された。この際には客車も金型は同じながら塗装のディテールアップが図られ、各車ごとに製造番号も固定された。また、セット内容も異なり、劇場版セットは装甲車が付属しない6両基本セットと増結用6両セットで、車番は全車実在したものとなっている。TV版は食堂車がスシ47形に変更され、装甲車込みの7両基本セットと増結用4両セットで、すべての車両が原形式には実在しなかった架空の車号となっている[23]。

## その他の車両
111 - 888までのゾロ目の8種類の列車はTVアニメ化時に設定され、オープニングやアイキャッチでも111 - 999が登場する映像が何種類か作られている。また999も含めた9種類の列車の先頭車と999を除く後尾車の側面（設定画上では999にも）には、数字部分のみ異なる共通のマークが付いている（111・555・777には、マークがなくマークがある位置に3桁の数字のみが描かれた設定画もあり、999にも3桁の数字の後ろにGのマークが描かれた設定画もある）。また、9種類の列車編成も設定画として描かれており、客車も車種（郵便車や救急・医療車等）によって1両ごとに外観が異なっているが、アニメでは後尾車を除き（999では後尾車も）すべて同じ外観の客車になっている。また888号の最後尾車両には2種類の設定がある。走行路線や愛称も設定されているが、アニメでは111 - 888の同型車両が設定された路線以外にも、複数の路線で使用されているように描かれている。
このため原作と異なり、TVアニメで999号とすれ違う列車は、ほぼ111 - 888のいずれかであり、補助機関車にも444の機関車の重連および666の機関車が設定されている。ただし例外的にこれ以外のデザインの列車も登場している。第1話ではアニメオリジナルデザイン（原作アンドロメダ編の列車同様車輪がない）のどれにも属さない列車が描かれている。第30話ではC62よりも旧式の外観をした幽霊列車（劇場版第2作とは別物、詳細は後述）が登場している。第81話では惑星ヘビーメルダーのステーションに何種類もの列車が停車している光景が描かれている。
下記の表にも記しているように、各列車には「スリー・ワン号」「スリー・ツー号」などの車両自体の愛称の他に「エメロード1号」「ビオナス2号」など走行路線の行先などにちなんだ愛称も設定されている。しかし劇中ではこれらの愛称は用いられず、「スリー・ワン」「スリー・ツー」などと呼ばれている。また路線もマゼラン連絡線の666が999とすれ違った例外を除けば、大銀河本線も含めてこれらの路線名が劇中に登場したことはない。
また、アニメのスポンサーであるポピーから「スタートレインシリーズ」として商品化されており、バンダイも111、666、888を除き、機関車1、戦闘車1の2両セットでプラモデルの100円価格販売でキット化しており、その中で222、777、999が機関車1、戦闘車1、客車4の6両セットでNゲージサイズのキット販売されている。Nゲージ鉄道模型では999（TV版、劇場版とも）がマイクロエースから製品化されている。
タイトーからはアミューズメント景品のスーパーメカニクスで、TV版と劇場版の999号が商品化された。ちなみに999関連では他にもアルカディア号（髑髏艦首版）、クイーン・エメラルダス号も商品化されている。
| 列車概要          | 列車概要                                  | 路線概要           | 路線概要                                    | 機関車性能 | 機関車性能 | 機関車性能 | 機関車性能                              | 機関車性能                             | 機関車性能 | 機関車性能 | 機関車性能 | 戦闘車性能                                          | 備考        |
| 種別              | 列車名                                    | 路線名             | 営業キロ                                    | 番号       | 最高速度   | 推力       | 動力機関                                | 主コンピューター                       | 全長       | 高さ       | 重量       | 戦闘車性能                                          | 備考        |
| ----------------- | ----------------------------------------- | ------------------ | ------------------------------------------- | ---------- | ---------- | ---------- | --------------------------------------- | -------------------------------------- | ---------- | ---------- | ---------- | --------------------------------------------------- | ----------- |
| 銀河特急 特急     | 111（スリー・ワン）号 エメロード1号       | 銀河中央線         | 60万skm                                     | X51-23     | 700skm     | 60万cps    | 重力ボイラー                            | アルカン・モネラードタイプ・RKO-R31    | －         | －         | －         | コスモカノン砲1門                                   | [ 備考1 1 ] |
| 銀河急行 特急     | 222（スリー・ツー）号 ビオナス2号         | 大オリオン線       | 3万skm                                      | －         | 400skm     | 30万cps    | 重力ボイラー                            | ダルデ・ゴア・PPR・ダクション3型       | －         | －         | －         | 冷凍ビーム砲8門                                     | [ 備考1 2 ] |
| 銀河特急 特急     | 333（スリー・スリー）号 ベガラス3号       | カペラ高速線       | 5万skm                                      | －         | 800skm     | 75万cps    | 重力ボイラー                            | BF・ムネクボ・79年型                   | －         | －         | －         | 電磁スペクトル砲8門                                 | [ 備考1 3 ] |
| 銀河特急 特急     | 444（スリー・フォー）号 カペラ4号         | 内銀河環状線       | 7.5万skm （カペラ⇔オリオン⇔アルカディア間） | －         | 600skm     | 50万cps    | 重力ボイラー                            | メガラ・バル・ギカオ7型                | －         | －         | －         | 流星破壊砲2門                                       | [ 備考1 4 ] |
| 銀河特急 特急     | 555（スリー・ファイブ）号 オルオディア5号 | オリオン大環状線   | 8万skm （オリオン⇔ニケ⇔アルカディア間）     | －         | 1,000skm   | 80万cps    | 重力ボイラー                            | ラゼリー・B2型                         | －         | －         | －         | イオンビーム砲1門                                   | [ 備考1 5 ] |
| 銀河急行 特急     | 666（スリー・シックス）号 マゼラニアン6号 | マゼラン連絡線     | 15万skm                                     | －         | 450skm     | 35万cps    | 重力ボイラー                            | スピップ・ハヤブサ33-34型              | －         | －         | －         | 反重力ベクトル砲4門・パルスレーザー2門              | [ 備考1 6 ] |
| 銀河特急 特急     | 777（スリー・セブン）号 プレアディス7号   | 謎の外銀河線       | 8万skm （オリオン⇔地球⇔オクトパス間）       | －         | 900skm     | 70万cps    | 重力ボイラー                            | ベールゼブブ・シード・2000型           | －         | －         | －         | 超彗星ミサイル20機                                  | [ 備考1 7 ] |
| 銀河特急 特急     | 888（スリー・エイト）号 アルデバラード8号 | アルデバラン環状線 | 100万skm                                    | －         | 500skm     | 40万cps    | 重力ボイラー                            | 北国・エンパイヤー社製・タイプ2        | －         | －         | －         | ガツトリング光子砲2門                               | [ 備考1 8 ] |
| 銀河超特急 超特急 | 999（スリーナイン）号                     | 大銀河本線         | 220万skm                                    | C62-50     | 3000skm    | 200万cps   | 三連流体動力機関 （超次元機関ボイラー） | エイリアン・ザンデ・カウンター・99年型 | 20.55m     | 3.98m      | 210t       | ブラックホール砲三連装4基 （超時間重力砲三連装3基） | [ 備考1 9 ] |

| 列車名   | 機関車 | 1号車  | 2号車  | 3号車                    | 4号車                    | 5号車  | 6号車        | 7号車        | 8号車  | 9号車  | 10号車     |
| -------- | ------ | ------ | ------ | ------------------------ | ------------------------ | ------ | ------------ | ------------ | ------ | ------ | ---------- |
| 111号    | X51-23 | 一等車 | 二等車 | 図書室車                 | 一等車                   | 郵便車 | 救急・医療車 | ビュッフェ車 | 食堂車 | 戦闘車 | 展望車     |
| 222号    |        | 二等車 | 二等車 | 図書室車                 | 一等車                   | 郵便車 | 救急・医療車 | 展望車       | 食堂車 | 戦闘車 | 二等車     |
| 333号    |        | 二等車 | 一等車 | コンテナ車               | 寝台車                   | 郵便車 | 救急・医療車 | 展望車       | 食堂車 | 戦闘車 | 二等車     |
| 444号    |        | 二等車 | 一等車 | 図書室車                 | 寝台車                   | 郵便車 | 救急・医療車 | ビュッフェ車 | 食堂車 | 戦闘車 | 展望車     |
| 555号    |        | 一等車 | 二等車 | 図書室車                 | 寝台車                   | 郵便車 | 救急・医療車 | ビュッフェ車 | 食堂車 | 戦闘車 | 二等車     |
| 666号    |        | 二等車 | 二等車 | 図書室車                 | 一等車                   | 郵便車 | 救急・医療車 | 展望車       | 食堂車 | 戦闘車 | コンテナ車 |
| 777号    |        | 一等車 | 二等車 | コンテナ車               | 寝台車                   | 郵便車 | 救急・医療車 | ビュッフェ車 | 食堂車 | 戦闘車 | 二等車     |
| 888号    |        | 二等車 | 二等車 | 家畜車                   | 一等車                   | 郵便車 | 救急・医療車 | 展望車       | 食堂車 | 戦闘車 | コンテナ車 |
| 999号    | C62-50 | 一等車 | 二等車 | コンテナ車               | 寝台車                   | 郵便車 | 救急・医療車 | 図書室車     | 食堂車 | 戦闘車 | 展望車     |
| （共通） | 先頭車 | 一等車 | 二等車 | 図書室・コンテナ・家畜車 | 寝台・コンパートメント車 | 郵便車 | 救急・医療車 | パノラマ車   | 食堂車 | 戦闘車 | 後尾車     |

- 着色ありの編成は、『銀河鉄道大時刻表』を参照。
- 着色なしの編成は、『銀河鉄道999アニメ画集PART-3』を参照。111号 - 999号共通。
- ただし、TVアニメ内での999号は設定画と異なり展望車は連結しておらず、戦闘車も常時ではなく2号車と3号車の間に臨時で組込まれるのみ。また他の列車も通常は戦闘車を連結していない。

備考1
1. ↑  運転区間（地球⇔冥王星⇔ニケ⇔エメラルダス分岐点）

正確には、地球⇔冥王星間は大銀河本線との直通運転区間であり、銀河中央線は冥王星⇔エメラルダス分岐点間である。銀河系の非常に高温で高重力のバジル帯や湿地帯を通過するため、車体に耐熱効果の高い金属ボディを使用し、防水シールドを施している。完全コンピューター化されていないので、運転士が搭乗している。
2. ↑  運転区間（オリオン⇔マザービーナス⇔大王星）

こちらも銀河系のバジル帯を通過するため、温度と重力の変化に強くなっている。先頭部の外観は0系新幹線をモチーフとしたフォルムながら、全9種類の車両中、最高速度が最も遅く、推力も最も弱い車両である。そのためか最も距離の短い大オリオン線に充当されている。先頭車は三軸ボギー台車を採用している。また、客車側の台車が大きいのが特徴。TV版第9話「トレーダー分岐点（前編）」 にて999号がトレーダー到着前に直角にすれ違っている。第16話「螢の街」でも同型の車両が惑星間鉄道の車両として登場するほか 第20話「プロフェッショナル魂」 でもポルテス星行の急行列車として登場している。

また『銀河鉄道大時刻表』によれば、新型車両が製造されているとのことらしい。
3. ↑  運転区間（地球⇔ベガ⇔カペラ）

戦闘車武装の電磁スペクトル砲は、戦闘時よりかはカペラ付近にある超高密度電離ガス雲突破用に使用されている。完全コンピューター化されていないので、運転士が搭乗している。TV版第7・8話「重力の底の墓場（前編・後編）」にて、999号の通過する二日前に脱線し行方不明中のカペラ行きの列車として登場している。同型車両があるらしく、第1話「旅立ちのバラード」の冒頭及び、32話「停時空間のかじられ星」でも登場している。他にも 第24話「次元航海惑星」にて999号が海の星に到着する前にすれ違っている。第7・8話に登場した333号の車内は国鉄12系客車の車内を思わせる内装のデザインとなっている。また車掌の話によれば、333号の動力は100年間は持つように作られているとのこと。第79話「時間城の海賊（前編）」では惑星ヘビーメルダー到着前に上空で999号とすれ違うシーンがある他、999号が停車しているホームの反対側に停車しているシーンもある。

『銀河鉄道物語 ~永遠の分岐点~』20話では、次元宇宙の重力の底の墓場の中に登場。そこに掴まってから、乗務員も乗客もそのまま朽ち果て、残された自分達もそうなるのを待っていたが、そこへ落ち込んできたビッグ１に連結され、はじめは重い腰を上げなかったものの、シリウス小隊の使命と目的を取り戻したビッグ１の頼みに応え、ビッグ１の脱出に他の連結された車輛と共に力を貸している。
4. ↑  運転区間（カペラ⇔マザービーナス⇔オリオン⇔地球⇔カペラ・内銀河回り循環）

444の機関車はヨーロッパスタイルの蒸気機関車をモチーフにしている。流線形の蒸気機関車で、車軸配置は2C1のテンダー式。汽笛も999とは異なり、甲高いものになっている（日本では電気機関車やディーゼル機関車、特急形電車が装備するAW2型警笛に近い音色）。また、イラストや玩具では入っている機関車側面の黄色のラインおよび除煙板あたりのGALAXYの文字が、TV版では入っておらず青一色になっている。TV版第6話「彗星図書館」、第7・8話「重力の底の墓場」、及び第14話「二重惑星のラーラ」にて、999号の出力増強のための増結（前補機）用として機関車のみの重連が登場している。ただし、第8話での重力の底から脱出した直後に前補機を走行中に切り離す「走行解放」や、第14話での双方の列車が接近して連結するという、どちらも現実では行われていない方法が使用されていた（「走行解放」は現実でも行われていたがすべて後補機を切り離すもので、前補機を切り離す「走行解放」は行われていない）。客車のデザインは国鉄14系客車（座席車）を思わせる外観をしている。

PS用ゲーム『松本零士999 〜Story of Galaxy Express 999〜』では、トレーダー分岐点からメタブラディ行きの列車として登場する。
5. ↑  運転区間（オリオン⇔地球⇔カペラ⇔化石の星⇔オリオン・外銀河回り環状）

最高速度および推力は999号に次いで、第2位である。完全コンピューター化されていないので、運転士が搭乗している。TV版第67話「宇宙僧ダイルーズ」で999号が臨時停車した救急医療小惑星オーバーホールにて郵便車が強盗に襲われており、第69話「C62の反乱」でその犯人が999号に逃げ込んでいたことが発覚した。 第9・10話「トレーダー分岐点」 でも同型と思しき車両が登場する。

なお、劇場版第1作のヘビーメルダーでの停車シーンで1カットだけ登場。999号以外では唯一劇場出演をしたTV版車種である。
6. ↑  運転区間（ニケ⇔マザービーナス⇔大マゼラン⇔小マゼラン）

大半の資料では「マゼラニアン6号」だが、一部の資料では「マゼラン6号」とも紹介されている。ED30やDD51の様な凸型機関車が先頭。パンタグラフ（?）の先は光線銃の様なデザインになっている。機関車は三軸のボギー台車。同型と思しき車両がトレーダー近郊の惑星間通勤路線で運行されている。TV版第16話「さんげの国」で、999号がさんげの国に到着する前にすれ違っており、同型と思しき車両がトレーダー近郊の惑星間通勤路線でも運行されている。また、第13話「化石の戦士」、およびTVスペシャル「君は戦士のように生きられるか!!」では、「化石の星」で脱線し立往生した999号の救助用の補助機関車として機関車のみが登場している。

PS用ゲーム『松本零士999 〜Story of Galaxy Express 999〜』では、『宇宙戦艦ヤマト』絡みのイベントで、マゼラン観光列車として登場。車掌は赤いショートヘアの若い女性。ネオガミラスの攻撃を受け、イスカンダルに不時着し、後にヤマトに助けられる。装甲車で戦うイベントもある。
7. ↑  運転区間（オリオン⇔地球⇔オクトパス⇔謎の外銀河方面・行先不明）

大半の資料では「プレアディス7号」だが、一部の資料では「プレアデス7号」とも紹介されている。TV版では第36話「大酋長サイクロプロス」に登場。最終回である第113話「青春の幻影・さらば999〈後編〉」では、惑星こうもりにて999号の向かい側に停車しており、メーテルが鉄郎のもとを去るために乗車した。また漫画にも同型が登場した数少ない車両。第9話「トレーダー分岐点（前編）」では、一瞬だが色違いの777号（青と白を意識したもの）がトレーダー駅のホームに停車しているシーンを見られるほか、第11話「不定形惑星ヌルーバ」では短距離惑星間鉄道の車両として登場する。 第27話「雪の都の鬼子母神」でも地球に向かう上りの銀河超特急として登場する。 第36話「大酋長サイクロプロス」ではリーマン星へ行く急行列車として登場している。『銀河鉄道物語』13話に登場した時、SDFに復帰する為に有紀学が本列車に間違えて乗車したが、そこで夢を失った旧友の昴と再会したものの、アルフォート軍の襲撃に巻き込まれてしまう。しかし、学の奮闘と、気力を取り戻した昴や車掌によって列車は守られ、ビッグ１に救助された。
8. ↑  運転区間（トレーダー⇔ニケ⇔オリオン⇔アルデバラン）

銀河の中でも安定した場所を通ることから、別名を銀河観光線ともいう。弁慶号の様なアメリカ風蒸気機関車列車がデザインモチーフ。車軸配置は2Bのテンダー式で、カウキャッチャーや大型の煙突が特徴。惑星間通勤路線。TV版第9･10話「トレーダー分岐点」では野の花線の普通列車として登場している。また鉄郎が999号以外の列車に乗車したのはこの列車が唯一である。車内は、通勤電車等にみられる、ロングシート車である。
9. ↑  運転区間（地球⇔トレーダー⇔アンドロメダ）

全9種類の車両中、最高速度が最も速く、推力も最も強い車両である。そのためか最も距離の長い（行先不明の謎の外銀河線は除外）大銀河本線に充当されている。この列車には他の列車にあるような「○○9号」といった別名はなく、そのまま「スリー・ナイン号」と呼ばれている。鉄郎やメーテルの所有している999号の定期券（地球⇔アンドロメダ）には「オリオン・プレアデス経由」と表記されているが、999号の停車シーンは存在せず、停車駅を公式に定めた『銀河鉄道大時刻表』においても、オリオン及びプレアデスには停車しない。また109話・110話「メーテルの旅（前後編）」では、ワープした際に別の時代の999号と遭遇している。

| 列車概要          | 列車概要              | 路線概要   | 路線概要 | 機関車性能 | 機関車性能 | 機関車性能 | 機関車性能                             | 機関車性能                             | 機関車性能 | 機関車性能 | 機関車性能 | 戦闘車性能                                          | 備考        |
| 種別              | 列車名                | 路線名     | 営業キロ | 番号       | 最高速度   | 推力       | 動力機関                               | 主コンピューター                       | 全長       | 高さ       | 重量       | 戦闘車性能                                          | 備考        |
| ----------------- | --------------------- | ---------- | -------- | ---------- | ---------- | ---------- | -------------------------------------- | -------------------------------------- | ---------- | ---------- | ---------- | --------------------------------------------------- | ----------- |
| 銀河超特急 超特急 | 999（スリーナイン）号 | 大銀河本線 | 220万skm | C62-48     | 3000skm    | 220万cps   | 三連流体動力機関（超次元機関ボイラー） | エイリアン・ザンデ・カウンター・99年型 | 20.55m     | 3.98m      | 210t       | ブラックホール砲三連装4基 （超時間重力砲三連装3基） | [ 備考2 1 ] |
| 幽霊列車          | ∞（エターニティー）号 | －         | －       | －         | －         | 790万cps   | 重力波ターボ推進機関ボイラー           | －                                     | 35.9m      | 4.7m       | －         | －                                                  | [ 備考2 2 ] |

備考2
1. ↑  運転区間（地球⇔トレーダー⇔アンドロメダ）
2. ↑  999号よりはるかに大型、高速の武装貨物列車で映画版2作目に登場。モデルはアメリカのユニオン・パシフィック鉄道4000形蒸気機関車（通称ビッグボーイ）や、ナチスドイツの囚人護送用列車（ロマンアルバム『さよなら銀河鉄道999 アンドロメダ終着駅』 徳間書店および、宝島社『完全版 銀河鉄道999 PERFECT BOOK』の記述より）だと言われる。

運行スケジュールは不明だが、宇宙各地を回って惑星大アンドロメダへ向かうようである。その実態は機械化人の食料であるエネルギーカプセルの原料・「命の火」を抜き取る処理を行う前の生身の人間を運ぶためのものであった。初登場時、支線の軌道に入るよう999号の機関車（C62 48）に命令し、999号を支線の軌道に入れさせ、追い抜いたことでC62 48のプライドを傷つけた。走行時の衝撃波は999号側面の窓ガラスを軒並み割ってしまうほどである。

機関車先端のハイパワービームライトと不気味な汽笛で周囲を威圧するように走る。貨車天井にはセンサー式連動銃が内蔵され、接近者に対しての防衛用武器としている。惑星大アンドロメダの命の火を抜き取る工場が終点。最期はサイレンの魔女に吸い込まれた。
原作の漫画版でも同じ車両と思しき機械超特急が「絶対機械圏」のエピソードで登場している。

| 列車概要                    | 列車概要                                                    | 路線概要           | 路線概要 | 機関車性能 | 機関車性能 | 機関車性能 | 機関車性能                              | 機関車性能                             | 機関車性能 | 機関車性能 | 機関車性能 | 戦闘車性能                                          | 備考         |
| 種別                        | 列車名                                                      | 路線名             | 営業キロ | 番号       | 最高速度   | 推力       | 動力機関                                | 主コンピューター                       | 全長       | 高さ       | 重量       | 戦闘車性能                                          | 備考         |
| --------------------------- | ----------------------------------------------------------- | ------------------ | -------- | ---------- | ---------- | ---------- | --------------------------------------- | -------------------------------------- | ---------- | ---------- | ---------- | --------------------------------------------------- | ------------ |
| 急行                        | マゼラニアン4号 （664（ツー・シックス・フォー）号）         | マゼラン連絡線     | 15万skm  | －         | 450skm     | 35万cps    | 重力ボイラー                            | スピップ・ハヤブサ33-34型              | －         | －         | －         | 反重力ベクトル砲4門・パルスレーザー2門              | [ 備考3 1 ]  |
| 急行                        | プレアディス6号 （776（ツー・セブン・シックス）号）         | 謎の外銀河線       | 8万skm   | －         | 900skm     | 70万cps    | 重力ボイラー                            | ベールゼブブ・シード・2000型           | －         | －         | －         | 超彗星ミサイル20機                                  | [ 備考3 2 ]  |
| 急行                        | プレアディスJ3号 （77J3（ツー・セブン・ジェイ・スリー）号） | 謎の外銀河線       | 8万skm   | －         | 900skm     | 70万cps    | 重力ボイラー                            | ベールゼブブ・シード・2000型           | －         | －         | －         | 超彗星ミサイル20機                                  | [ 備考3 3 ]  |
| 急行                        | アルデバラード3号 （883（ツー・エイト・スリー）号）         | アルデバラン環状線 | 100万skm | －         | 500skm     | 40万cps    | 重力ボイラー                            | 北国・エンパイヤー社製・タイプ2        | －         | －         | －         | ガツトリング光子砲2門                               | [ 備考3 4 ]  |
| 急行                        | アルデバラード6号 （886（ツー・エイト・シックス）号）       | アルデバラン環状線 | 100万skm | －         | 500skm     | 40万cps    | 重力ボイラー                            | 北国・エンパイヤー社製・タイプ2        | －         | －         | －         | ガツトリング光子砲2門                               | [ 備考3 5 ]  |
| 特急                        | 998（ツー·ナイン·エイト）号                                 | 大銀河本線         | 220万skm | C62-44     | 3000skm    | 200万cps   | 三連流体動力機関 （超次元機関ボイラー） | エイリアン・ザンデ・カウンター・99年型 | 20.55m     | 3.98m      | 210t       | ブラックホール砲三連装4基 （超時間重力砲三連装3基） | [ 備考3 6 ]  |
| 増設改良車輌                | －                                                          | －                 | －       | －         | －         | －         | －                                      | －                                     | －         | －         | －         | －                                                  | [ 備考3 7 ]  |
| 予備機関車                  | 99?（ツー·ナイン·?）号                                      | 大銀河本線         | 220万skm | C62-49     | 3000skm    | 200万cps   | 三連流体動力機関 （超次元機関ボイラー） | エイリアン・ザンデ・カウンター・99年型 | 20.55m     | 3.98m      | 210t       | ブラックホール砲三連装4基 （超時間重力砲三連装3基） | [ 備考3 8 ]  |
| －                          | ワカラナイトコロ（1000（ミレニアム）号）                    | －                 | －       | －         | －         | －         | －                                      | －                                     | －         | －         | －         | －                                                  | [ 備考3 9 ]  |
| 機械超特急                  | －                                                          | －                 | －       | －         | －         | －         | －                                      | －                                     | －         | －         | －         | －                                                  | [ 備考3 10 ] |
| 武装列車                    | －                                                          | －                 | －       | －         | －         | －         | －                                      | －                                     | －         | －         | －         | 三連装砲塔多数                                      | [ 備考3 11 ] |
| 強行突破用 無軌道型装甲列車 | －                                                          | －                 | －       | －         | －         | －         | －                                      | －                                     | －         | －         | －         | 三連装砲塔4基、回転式砲塔4基                        | [ 備考3 12 ] |
| 鉄道警備隊専用 装甲列車     | －                                                          | －                 | －       | －         | －         | －         | －                                      | －                                     | －         | －         | －         | 三連装砲塔複数                                      | [ 備考3 13 ] |
| 幽霊列車                    | －                                                          | －                 | －       | －         | －         | －         | －                                      | －                                     | －         | －         | －         | －                                                  | [ 備考3 14 ] |

備考3
1. ↑  運転区間（ニケ⇔マザービーナス⇔大マゼラン）

『銀河鉄道大時刻表』で設定された急行列車。劇中には未登場。
2. ↑  漫画版（アンドロメダ編）にのみ登場。TV版333の原型になったと思われる列車。
3. ↑  運転区間（オリオン⇔地球⇔オクトパス）

『銀河鉄道大時刻表』で設定された急行列車。劇中には未登場。
4. ↑  運転区間（トレーダー⇔ニケ）
『銀河鉄道大時刻表』で設定された急行列車。劇中には未登場。
5. ↑  運転区間（ニケ⇔オリオン⇔アルデバラン）

『銀河鉄道大時刻表』で設定された急行列車。劇中には未登場。
6. ↑  運転区間（地球⇔トレーダー）

『銀河鉄道大時刻表』で設定された特急列車。劇中には未登場。
7. ↑  漫画版（エターナル編）にのみ登場。惑星テクノロジアにて製造され、「普通の星」で宇宙嵐通過中に999号の機関車と合体した。
8. ↑  漫画版（エターナル編）にのみ登場。「殺意と怒気の王女」で惑星殺意怒気の疑い到着前に999号の機関車と合体した。
9. ↑  運転区間（無制限⇔無制限）
10. ↑  漫画版（アンドロメダ編）にのみ登場。劇場版『さよなら銀河鉄道999』における「幽霊列車」に相当する列車で、999号が「絶対機械圏（マシンナーズ・エリア）」突入直後、「幽霊列車」と同様に999号を支線に追いやり、追い抜いて行った。
11. ↑  有事の際に銀河鉄道管理局から派遣される多数の砲塔を装備した武装列車で、「卑怯者の長老帝国」に登場。TV版では車体全体が金色に輝いていた。惑星からのビームにより一撃で破壊された。車輪・台車を持たないのが特徴的。
12. ↑  有事の事態が更に悪化した際に派遣される強力な装甲列車で、「卑怯者の長老帝国」に登場。原作では「無軌道強攻装甲列車」、TV版では車掌から「無軌道強攻突破装甲車」と呼ばれていた。本部からの通信によると「武器の使用は無制限、抵抗するものは実力で排除して構わない」とのこと。また、この車両が出動する場合、付近を走る列車は戦闘に巻き込まれないよう、全て運転見合わせとなる。車輪・台車を持たない上に異常に車体が長く、列車らしからぬ姿をしている。TV版ではやや編成が短く、車体の前後は共に同じ形状をしている他、強力な防御バリアーを装備しており、惑星からのエネルギー砲にもびくともしなかった。上記武装列車と同様、いわば戦闘艦である。その戦闘力は999号の装甲車や武装列車とは比べ物にならず、単独で惑星を瞬時に破壊するほどである。
13. ↑  鉄道警備局が使用する武装列車で、TV版「C62の反乱」に登場。内部には鉄道警備局の捜査官が乗り込んでおり、走行中の列車を停車させて内部の強制捜査を行う際に使用される。
14. ↑  TV版「幽霊世界のフィラメント」に登場した列車。かつて惑星「フィラメント」があった雲の世界に999号が進入した時に999号とすれ違う所を鉄郎とメーテルに目撃されるが、999号のセンサーには記録されなかった。蒸気機関車型の機関車に牽引されており、モヤのような人型の物体が多数乗り込んでいた。実は「フィラメント」が消滅した時に多数の乗客を乗せたまま「フィラメント」と共に消えた列車で、中に乗り込んでいるのは乗客達の幽霊。劇場版第2作に登場したものと違い、本物の「幽霊」列車である。機関車はC62よりも旧型と感じさせるデザインで、日本においては蒸気機関車の国産化極初期まで見られた背の高いベル型の蒸気ドームを持つ2-C-0機だが、動輪はスポーク動輪ではなく、日本で太平洋戦争中に資源と工数削減を目的として採用され、以降独自に発展したボックス動輪になっている。

共通
1. 1 2 3  上段はTV版放映当時に設定されていたもの。下段は『銀河鉄道大時刻表』で設定されていたもの（幽霊列車、急行776、予備機関車、1000、機械超特急、武装列車、強行突破用無軌道型装甲列車を除く）。設定当初は111 - 888の列車種別は999（大銀河本線）に接続する列車を「銀河特急」、それ以外の列車を「銀河急行」とした（それらの路線のことを、外宇宙航路線と紹介している資料もある）。『銀河鉄道大時刻表』では「特急」に統一されている。
2. 1 2 3 4 5 6  skm=space kilo meter（宇宙キロメートル）。
3. 1 2 3  cps=cosmo Pferdestärke（コスモ馬力）。

## 銀河鉄道物語での設定
設定は他の媒体とほぼ同じく大銀河本線を走る銀河超特急であるが、銀河鉄道の管理する1000本の列車には含まれないとされている。
TVシリーズ第1期第1話にて有紀護がディスティニーに向かう際に乗車しており、OVAでは地球からエターナルへ向かう途中の999号が登場するが、オリジナルと比べると全体的に性能が落ちている。